# Cazinou

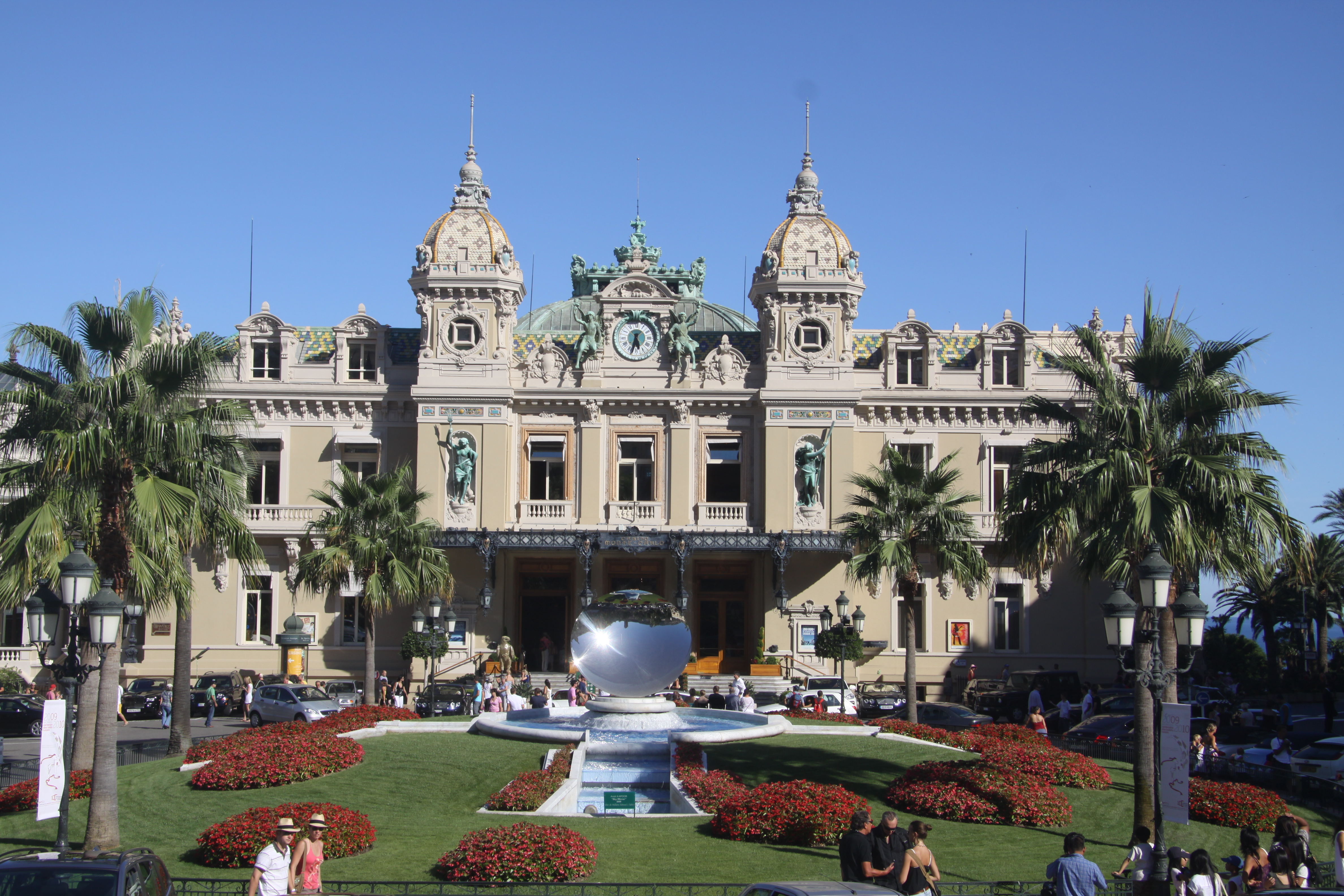
Casino de Monte-Carlo

Cazinoul este un loc special dedicat jocurilor de noroc. Cazinourile pot fi de obicei întâlnite în marile orașe sau zone turistice, în special cele americane, unde și-au cunoscut adevărata faimă. Ele sunt cel mai adesea combinate cu facilități ca hoteluri, restaurante și baruri de lux sau săli de spectacole. Cele mai faimoase cazinouri sunt cu siguranță cele din Las Vegas, însă și alte orașe au devenit cunoscute de-a lungul timpului pentru numărul și calitatea cazinourilor.

## Istoria cazinourilor
Termenul de cazinou  provine din limba italiană, fiind importat în limba română din franceză și de-a lungul timpului a avut mai multe sensuri până a ajunge la cel de astăzi, cunoscut de întreaga lume. La început, un cazinou desemna un stabiliment unde se desfășurau mai multe tipuri de activități, incluzând și jocurile de noroc. 
Deși originea exactă a jocurilor de noroc este necunoscută, într-o măsură mai mare sau mai mică, jocurile de noroc erau cunoscute de către toate civilizațiile, în diverse stagii ale evoluției lor. Chiar dacă la început nu erau atât de elaborate și reglementate, diverse jocuri de șansă au apărut în toate colțurile lumii. Primul cazinou adevărat se crede că este cel din Veneția, deschis în anul 1638 și încă în activitate. Alții susțin că primul cazinou legal a apărut în 1765, în stațiunea Baden din Elveția.
Adevărata dezvoltare a jocurilor de noroc s-a produs în America, unde clădirile din Vest în care se practicau și jocurile de noroc erau numite saloons. Jucătorii participau la versiuni mai puțin evoluate ale jocurilor cu cărți și cu zaruri din zilele noastre. Deși jocurile de noroc și implicit cazinourile au fost interzise în Statele Unite la începutul secolului trecut, unele regiuni și state au ales să permită dezvoltarea cazinourilor pe teritoriul lor.
În prezent, există cazinouri în majoritatea țărilor lumii, cu excepția celor care au interzis complet orice activitate de jocuri de noroc. Cele mai dezvoltate țări și teritorii din punctul de vedere al acestei industrii sunt Statele Unite ale Americii, Monte Carlo, Macao, Hong Kong și altele.

## Jocuri de noroc în cazinou
Cu siguranță, cea mai importantă și mai atractivă activitate dintr-un cazinou sunt jocurile de noroc. Diferite cazinouri din lume vor avea diferite jocuri de cazinou și reguli ale acestora. În principal, într-un cazinou pot fi întâlnite unele sau toate jocurile următoare: poker, ruletă, slots, bingo, blackjack, zaruri și altele. În principiu, un cazinou își dorește să aibă o diversitate cât mai mare de jocuri de noroc, pentru a permite fiecărui jucător să participe la jocul preferat. Chiar și pentru același joc de noroc, regulile de joc pot să difere între 2 cazinouri, chiar dacă sunt situate în aceeași regiune.

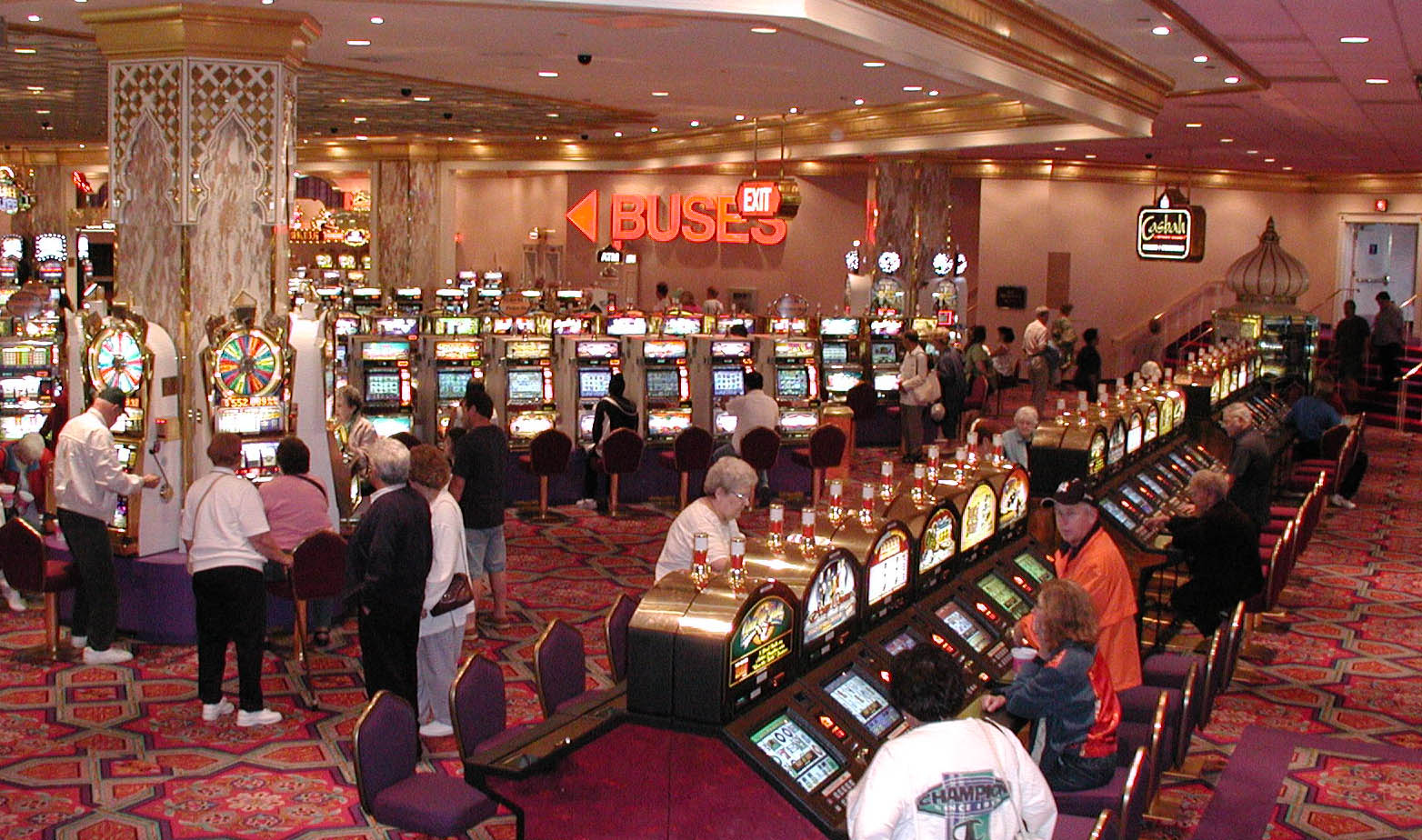
Slots la casino

Cazinoul sau casa (așa cum mai este numit) va avea întotdeauna șanse de a câștiga mai mari decât jucătorii săi. Această caracteristică este numită avantajul casei și se calculează după formule matematice precise. În fiecare joc în care se joacă împotriva casei, cazinoul va avea de câștigat pe termen lung. În jocuri de genul poker-ului, unde jucătorii joacă unul împotriva celuilalt, casa își va opri un procent din fiecare pariu al jucătorilor. 
Cele mai multe cazinouri își vor răsplăti jucătorii cei mai loiali prin intermediul unui sistem de bonusuri ce pot consta în băuturi gratuite, cazare gratuită la hotel sau călătorii aeriene. Pentru a se asigura că jucătorii petrec cât mai mult timp alături de pasiunea lor, cazinourile nu vor prezenta niciodată ora precisă și nici nu permit lumina naturală în interiorul cazinoului. Există multe alte modalități de a determina jucătorii să rămână fideli unui anumit cazinou.

## Proiectarea cazinourilor
Proiectarea cazinourilor din punct de vedere psihologic este un proces complex, care presupune optimizarea planului de podea, a decorului și atmosferei, pentru a încuraja jocurile de noroc.
Factorii care influențează tendințele consumului de jocuri de noroc includ sunetul, mirosul și iluminatul. Natasha Dow Schüll, un antropolog de la Massachusetts Institute of Technology, subliniază decizia directorilor de sunet de la Silicon Gaming de a face ca mașinile cu sloturi să rezoneze în interior, "cu tonul C universal plăcut, și prelevarea de eșantioane de sunete din cazinourile existente pentru a crea sunete care să placă, armonizate".
Dr. Alan Hirsch, fondatorul Smell & Taste Treatment and Research Foundation din Chicago, a studiat impactul anumitor mirosuri asupra jucătorilor, observând că mirosul, chiar imposibil de identificat, eliberat de către mașini de sloturi din Las Vegas, a generat cu aproximativ 50 % mai multe venituri zilnice. El a sugerat că mirosul a acționat ca un afrodisiac, facilitând o formă mai agresivă de jocuri de noroc.
Designerul de cazinouri Roger Thomas este creditat cu implementarea unui design de succes, neconformist pentru cazinourile din Las Vegas Wynn Resorts în 2008 . El a renunțat la designul standard de cazino prin introducerea luminii naturale a soarelui și folosirii florei naturale, apelând astfel la un segment demografic de sex feminin. Thomas a introdus luminatoare și ceasuri antice, sfidând ideea banală că un cazinou ar trebui să fie un spațiu atemporal.

## Securitatea în cazinou
Având în vedere sumele mari de bani rulate zilnic în cazinouri, trebuie să existe un sistem de securitate foarte bine pus la punct pentru a elimina orice tentativă de fraudă, atât din partea jucătorilor, cât și a angajaților de la mesele de joc. Pentru aceasta, toate cazinourile investesc foarte mult în sisteme de securitate performante, dublate de agenți foarte bine instruiți. Cel mai adesea, un cazinou va avea un sistem de camere de supraveghere răspândit în întreaga facilitate, precum și angajați care vor monitoriza acest sistem. Orice activitate suspicioasă va fi verificată de agenți care patrulează continuu în interiorul cazinoului. Astfel, devine aproape imposibilă orice încercare de înșelare a cazinoului.

## Cazinouri faimoase
În lume, există anumite cazinouri care și-au câștigat un renume impecabil de-a lungul timpului, fie pentru sumele mari de bani jucate în cadrul lor, fie pentru numărul foarte mare de jucători. Cu siguranță, cele mai faimoase cazinouri sunt cele din Las Vegas, de pe bulevardul The Strip. În ultimii ani însă, acestea încep să fie întrecute în mărime și lux de cele din locații mai exotice, cum ar fi cele din Macao sau Caraibe.
Cel mai impresionant cazinou construit recent este The Venetian în Macao. Această minune a lumii moderne aduce toată splendoarea Veneției în inima Asiei și oferă peste 3.000 de mașini de joc și 870 de mese de joc, incluzând și o mulțime de baruri, restaurante, camere de hotel, magazine și săli de spectacole. Un alt casino din Macao ce rivalizează cu The Venetian este City of Dreams Resort, aflat chiar peste drum de primul. 

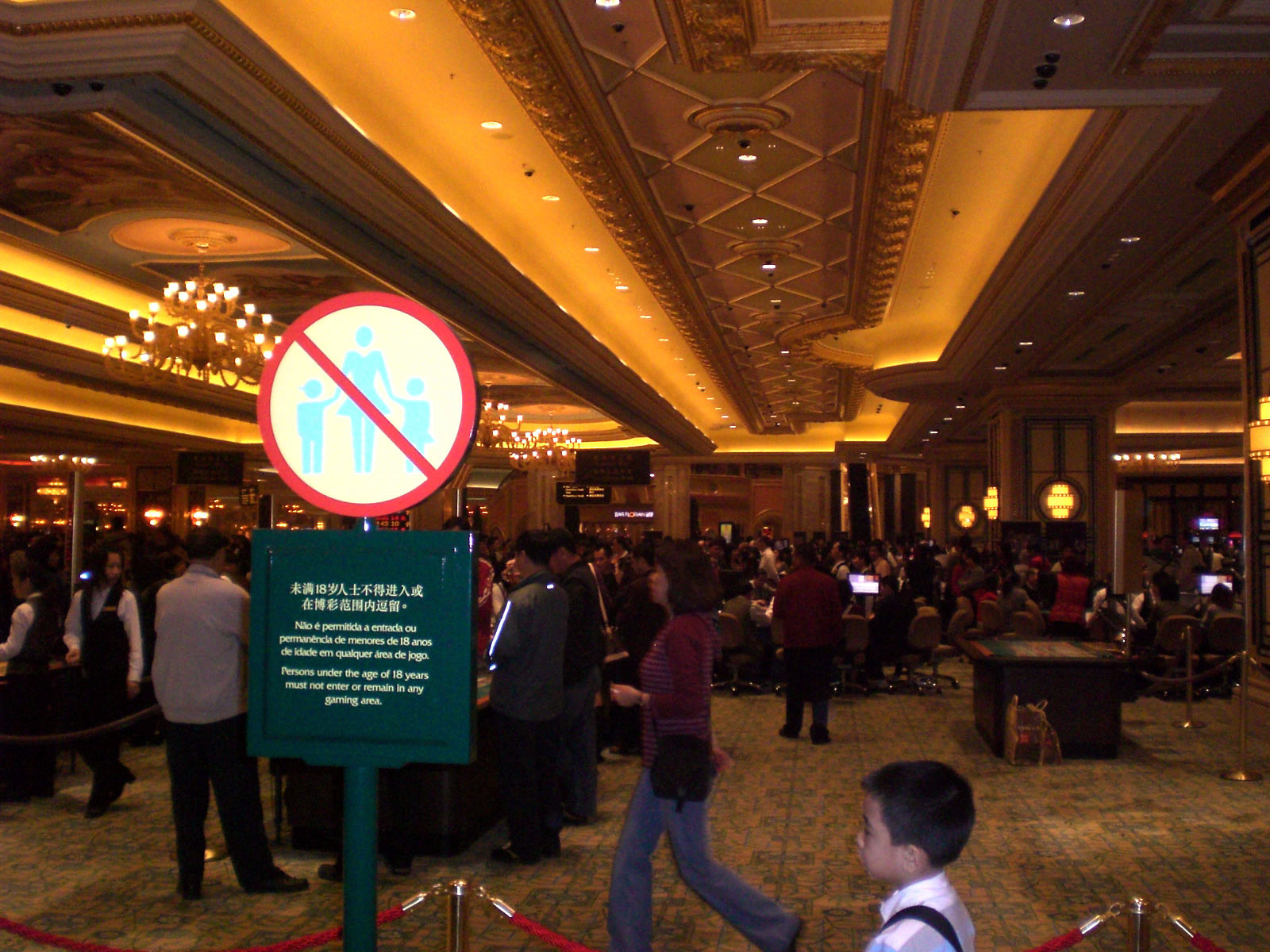
The Venetian Casino

Cel mai mare casino din America nu se află în Las Vegas sau Atlantic City, ci în . Foxwoods Resort Casino oferă o mulțime de facilități incluzând mese de joc, dintre care 100 doar pentru poker. Alte cazinouri faimoase din Statele Unite includ: MGM Grand Casino Las Vegas, Borgata Atlantic City, Bellagio Las Vegas, Caesars Atlantic City, The Venetian Resort în Las Vegas, Wynn Las Vegas și altele.

## Cazinouri online
Odată cu apariția și răspândirea internetului pe scară largă, s-a dezvoltat și o industrie paralelă celei a jocurilor de noroc din cazinouri obișnuite. Așa-numitele cazinouri online oferă aceleași jocuri disponibile în versiunea live, având marele avantaj al accesibilității mult crescute. Jucătorii din toată lumea nu mai trebuie să călătorească spre Las Vegas sau Macao pentru a participa la jocuri de noroc. Industria jocurilor de noroc online a atras mult mai mulți jucători [ref] decât cazinourile reale, devenind un real competitor pentru acestea. Multe din cazinourile obișnuite au observat devreme această oportunitate imensă și au deschis versiuni online ale mărcii respective.